# 西克拉克斯維爾 (紐約州)
西克拉克斯維爾（英語：West Clarksville）是位於美國紐約州亞利加尼縣的非建制地區。

## 歷史
西克拉克斯維爾的郵局自1837年營運至今。

## 地理
西克拉克斯維爾所處的海拔為高於海平面484米（即1588英呎），而該地所採用的時區為UTC-5，即北美东部时区（EST）。同時該地設有夏令時間，為UTC-5調快一小時，即UTC-4（EDT）。